# Derby eterno (Bulgaria)

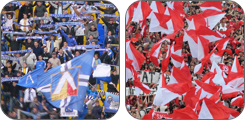
Tifosi del Levski (sinistra) e del CSKA (destra)

Il derby eterno (in bulgaro Вечното дерби?, večnoto derbi), conosciuto anche come derby di Sofia, è la sfida calcistica tra le due principali squadre di Sofia, la capitale bulgara, il CSKA Sofia ed il Levski Sofia, le squadre più vittoriose nella storia del calcio bulgaro, di cui sono le maggiori rappresentanti in Europa.

## Storia
La rivalità tra le due tifoserie nacque negli anni quaranta, precisamente nel 1948, quando il neo-fondato CSKA Sofia si aggiudicò il campionato bulgaro. L'incrementare delle tifoserie, dovuto al predominio di queste due squadre, causò forte rivalità e scontri tra hooligans. Il Derby Eterno si volgeva inizialmente su campo neutro (lo Stadio Nazionale Vasil Levski), ma negli anni novanta le squadre poterono giocare nei propri stadi (lo stadio Georgi Asparuhov e lo stadio Bălgarska Armija). Poco dopo le squadre decisero di tornare a giocare il derby al Vasil Levski, più capiente.

## Risultati
| Campetizione  | Partite | Vittorie del Levski | Pari | Vittorie del CSKA | Differenza reti |
| ------------- | ------- | ------------------- | ---- | ----------------- | --------------- |
| Campionato    | 128     | 52                  | 35   | 41                | 190:175         |
| Coppa         | 37      | 21                  | 7    | 9                 | 64:43           |
| Supercoppa    | 2       | 0                   | 2    | 0                 | 1:1             |
| Altre partite | 4       | 3                   | 0    | 1                 | 2:3             |
| Totale        | 171     | 76                  | 44   | 51                | 257:222         |

## Vittorie maggiori

### Vittorie del Levski
- 7-1: 23 settembre 1994
- 7-2: 17 novembre 1968
- 5-0: 13 maggio 1998
- 4-0: 16 giugno 1982

### Vittorie del CSKA
- 5-0: 23 settembre 1959
- 5-0: 1º ottobre 1989
- 4-0: 14 aprile 1957

## Più presenze
- 35: Manol Manolov (CSKA)
- 32: Stefan Božkov (CSKA)
- 31: Emil Spasov (Levski)

## Più reti
- 15: Georgi Aleksandrov Ivanov (Levski)
- 14: Nasko Sirakov (Levski)
- 12: Pavel Panov (Levski)
- 11: Dimităr Milanov (CSKA)

## Record di spettatori

### Maggiori presenze
- 70.000: 11 marzo 1967, Stadio Nazionale Vasil Levski (Levski-CSKA 1-1)

### Minori presenze
- 8.000: 26 maggio 2002, Stadio Bulgarska Armia (CSKA-Levski 1-0)